# Ecitophora costaricensis
Ecitophora costaricensis är en tvåvingeart som beskrevs av Charles Thomas Brues 1925. Ecitophora costaricensis ingår i släktet Ecitophora och familjen puckelflugor.
Artens utbredningsområde är Costa Rica. Inga underarter finns listade i Catalogue of Life.